# Юношеское
Юношеское — село в Грязовецком районе Вологодской области.
Входит в состав Ростиловского муниципального образования, с точки зрения административно-территориального деления — в Ростиловский сельсовет.

## География
Расстояние по автодороге до районного центра Грязовца — 13 км, до центра муниципального образования Ростилово — 6 км. Ближайшие населённые пункты — Кромино, Кокарево, Ермолино.

## История
Населённый пункт возник на месте бывшего Павло-Обнорского монастыря. Современное название присвоено в 1924 году.

## Население
| 2010 |
| ---- |
| 27   |

По переписи 2002 года население — 26 человек (16 мужчин, 10 женщин). Преобладающая национальность — русские (96 %).